# 克利本 (德克薩斯州)
克利本（英語：Cleburne）是一個位於美國德克薩斯州約翰遜縣的城市。根據2010年美國人口普查，該地共人口29337人，而該地的面積約為84.70平方千米。同時該地也是約翰遜縣的縣治。

## 地理
克利本的座標為32°21′06″N 97°23′23″W / 32.35167°N 97.38972°W，而該地的平均海拔高度為233米（即764英尺）。